# مافي كندي
مافي كندي هي قرية في مقاطعة سلماس، إيران. يقدر عدد سكانها بـ 724 نسمة بحسب إحصاء 2016.